# Jaapiella goebeliae
Jaapiella goebeliae är en tvåvingeart som beskrevs av Fedotova 1987. Jaapiella goebeliae ingår i släktet Jaapiella och familjen gallmyggor.
Artens utbredningsområde är Kazakstan. Inga underarter finns listade i Catalogue of Life.